# Dârvari, Ilfov
Dârvari este un sat în comuna Ciorogârla din județul Ilfov, Muntenia, România.